# Тинторетто (коктейль)
«Тинторе́тто» — появившийся в середине XX века слабо-алкогольный коктейль, представляющий собой смесь игристого вина (традиционно просекко) и свежего гранатового сока. Относится к тому же типу коктейлей, что и «беллини», «мимоза», «россини».

## История
Коктейль получил своё название в честь выдающегося итальянского живописца эпохи сейченто Якопо Тинторетто. Считается, что родиной коктейля является город Азоло, что недалеко от Тревизо.

## Приготовление коктейля
В стакан для смешивания насыпают лёд и выливают одну часть свежего гранатового сока и две части просекко (или шампанского). Шейкер слегка встряхивают до полного охлаждения смеси и сцеживают содержимое в бокалы для шампанского — флют. Наилучшим сезоном для употребления этого коктейля являются осенние месяцы — тогда, когда созревают плоды граната.